# Adelaide Neilson
Adelaide Neilson, pseudonimo di Elizabeth Ann Brown (Leeds, 28 aprile 1847 – 15 agosto 1880), è stata un'attrice teatrale inglese, una della attrici più famose del suo tempo.

## Biografia

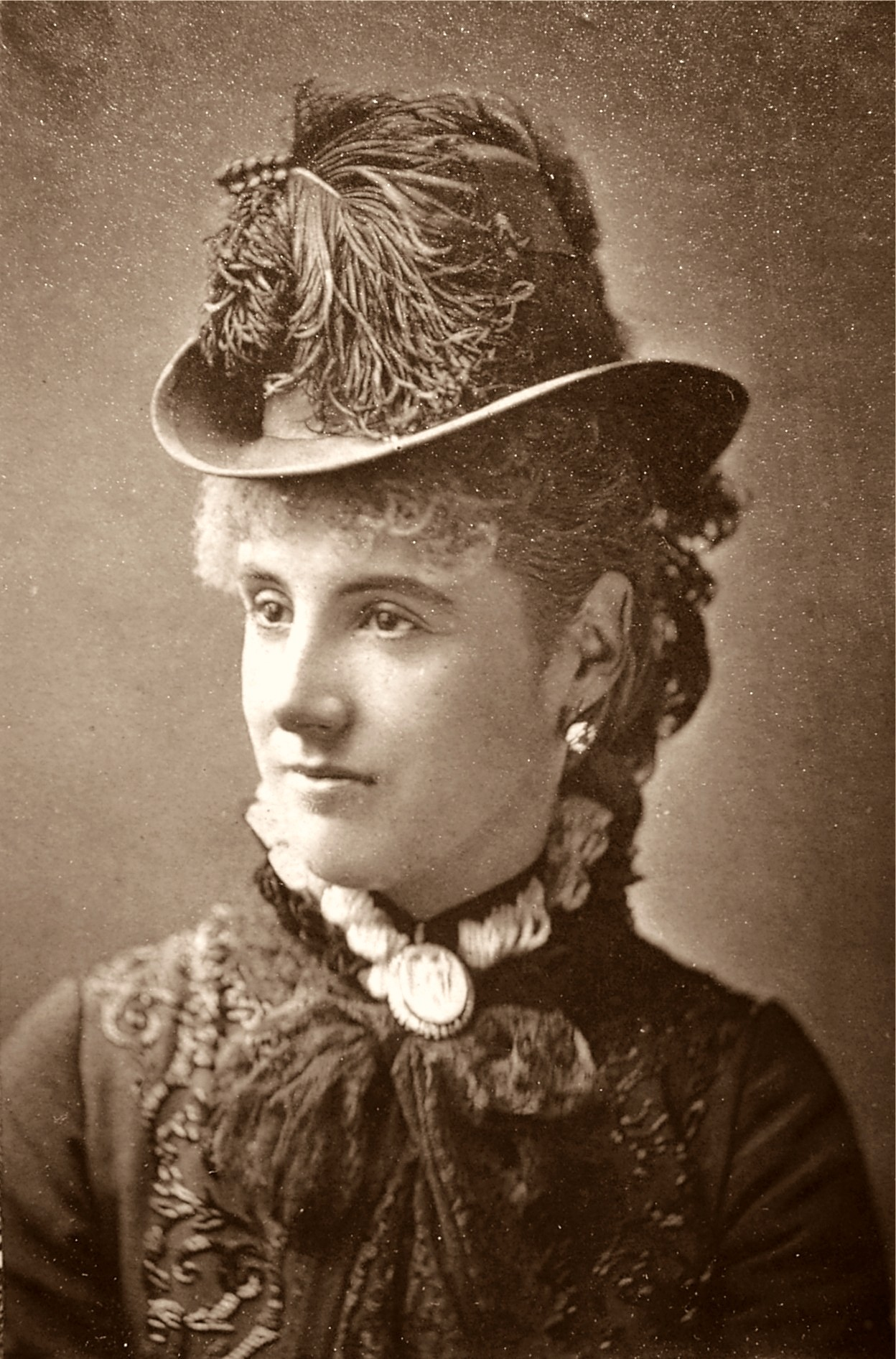
Adelaide Neilson

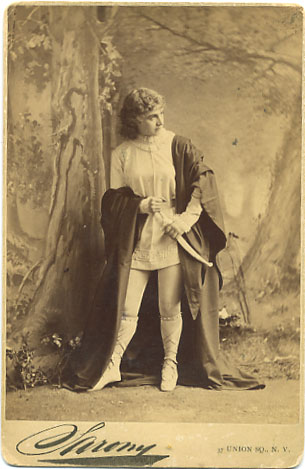
Adelaide Neilson

Adelaide Neilson nacque a Leeds nel 1848, figlia illegittima di un'attrice, e la sua infanzia e la prima giovinezza le trascorse in povertà e in lavori umili.
Si trasferì a Londra, occupandosi in lavori umili, ma con la speranza di farsi notare nel mondo del teatro.
Adelaide Neilson si sposò con il benestante Philip Henry Lee, all'età di sedici anni, e grazie alle prestigiose amicizie del marito, venne a contatto con il manager teatrale John Ryder, che riconobbe in lei grande fascino e potenzialità espressive e recitative.
Diventò una star internazionale, famosa per i suoi ritratti di eroine shakespeariane, che si caratterizzò per bellezza, brillantezza, mistero esotico, voce musicale, eleganza nelle movenze.
Il critico teatrale americano, William Winter, scrisse:
«Il suo viso è appena sufficientemente asimmetrico da essere pieno di carattere [...] il trasporto del suo corpo [...] come quello di un bambino grazioso nel fascino inconscio dell'infanzia [...] e soprattutto di questi [...] era una voce musicale perfetta».
Di notevole bellezza, Neilson divenne famosa per la sua interpretazione di Giulietta, con la quale debuttò a Londra, mentre il suo esordio assoluto avvenne nel 1865 a Margate in The Hunchback, personaggi con i quali il suo nome è stato associato a lungo, che furono particolarmente ben accolti anche in America del Nord, dal 1872.
In Inghilterra, ha interpretato ruoli importanti quali Imogen e Isabella, rispettivamente di Cymbeline e Measure for Measure.
Non solo questi personaggi erano affascinanti da interpretare nell'ambito delle loro commedie stimolanti, ma sono stati considerati figure inquietanti che hanno oltrepassato l'ideale femminile romantico e pudico.
Isabella, in particolare, era un personaggio così innovativo che il copione doveva essere modificato e adattato in modo da non affrontare le sue discutibili problematiche sessuali e religiose.
In ogni caso, Neilson eseguì Isabella solo in Inghilterra, e mai (per intero) in America, per timore di suscitare disapprovazione morale.
La tragica e improvvisa morte della Neilson a Parigi, all'età di trentadue anni, a causa di una rottura delle tube di Falloppio o per una emorragia interna, non fece che aumentare i dibattiti sulla sua breve vita.